# Termo-hidrólise
Termo-hidrólise é um processo termo-químico, para a produção de um biocombustível que é um líquido similar ao petróleo.Este líquido produz os mesmos derivados que o petróleo, sendo a qualidade superior ao do petróleo extraido de poços naturais.Também se produz gás e fertilizante de alta qualidade.
O processo consiste, em se colocar matéria orgânica como resíduos de um matadouro, gordura animal, etc. em um reator, junto com água.Sob alta temperatura e pressão, ocorre uma termo-hidrólise.Após cerca de duas horas, o produto desta reação vai a um segundo reator, que sob temperaturas e pressões maiores,o processo é terminado.Produz-se gás, adubo e um líquido que é, um petróleo de qualidade superior ao petróleo obtido da natureza.E é refinado em uma refinaria convencional.O custo por barril esta em torno de US$80.A única instalação comercial deste tipo de processo está localizada na cidade americana de Carthage, no estado de Missouri.

## Vantagens em relação ao etanol
- Produz os mesmos derivados do petróleo.E com qualidade superior.
- Produz derivados como gás metano.
- Produz adubo.

## Desvantagens, em relação ao etanol
- Maior custo de produção por litro.
- No momento, usa comercialmente, apenas resíduos de origem animal.Sua matéria-prima é limitada.
- Produção comercial mundial em cerca de 500 barrís/dia, contra mais de 550 mil barris/dia do etanol.

## Fonte
- http://discovermagazine.com/2006/apr/anything-oil Em falta ou vazio |título= (ajuda)